# Kassari-kapel
Het Kassari-kapel (Estisch: Kassari kabel) is een kapel in Esiküla op het eiland Kassari, Estland.
Het is de enige nog functionerende stenen kerk in Estland met een rieten dak. Er wordt aangenomen dat het kapel dateert uit de 18e eeuw. Op de muur staat het jaar 1801 genoteerd, waarschijnlijk verwijzend naar de grote reparatiewerkzaamheden die toen plaatsvonden.
Mogelijk stond er op dezelfde plek een houten constructie uit de 16e eeuw. Hier is niets bewaard van gebleven.
Leden van de familie Stackelberg, die eigenaar waren van het Kassari-landgoed, liggen begraven op het kerkhof van het kapel.

## Galerij

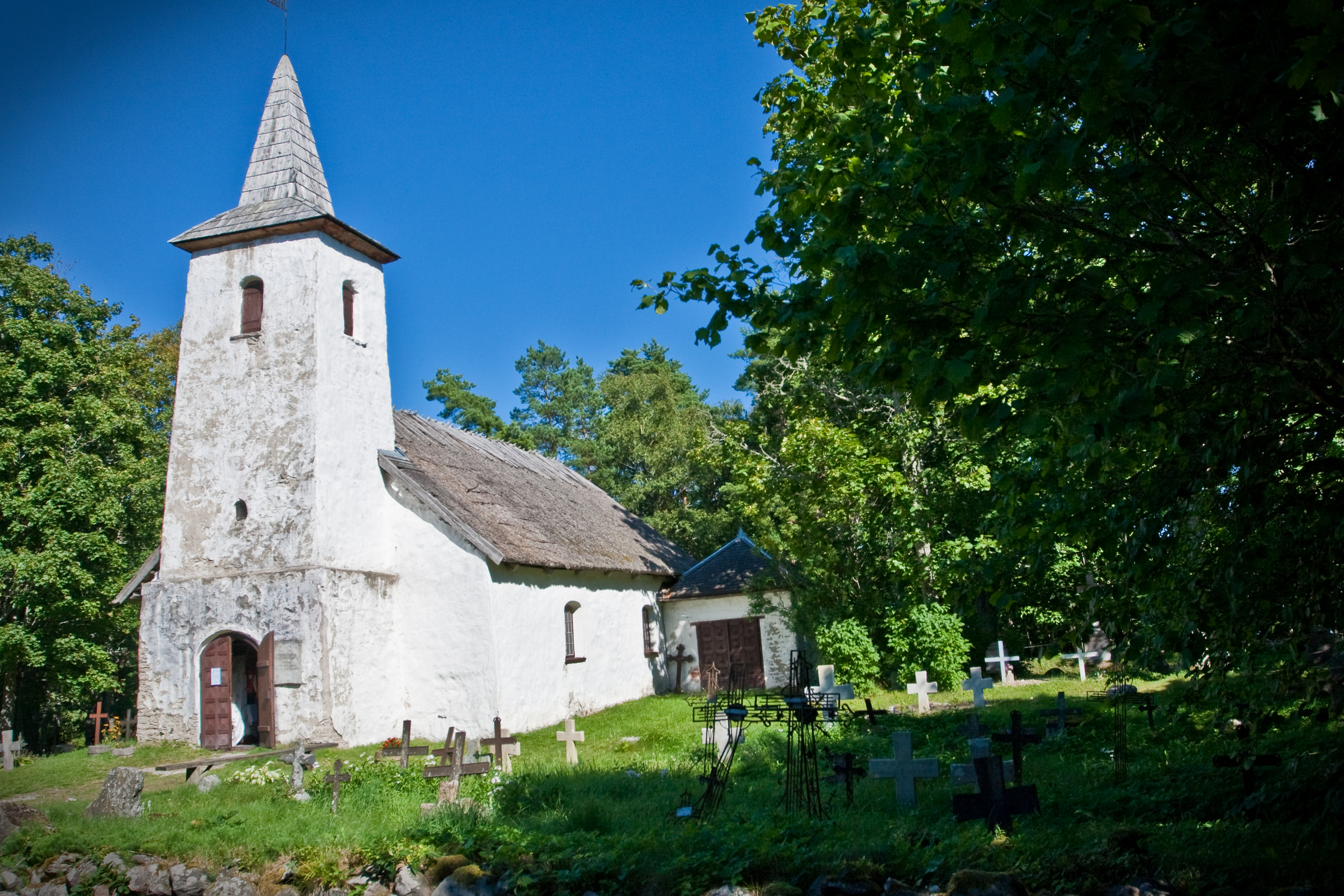
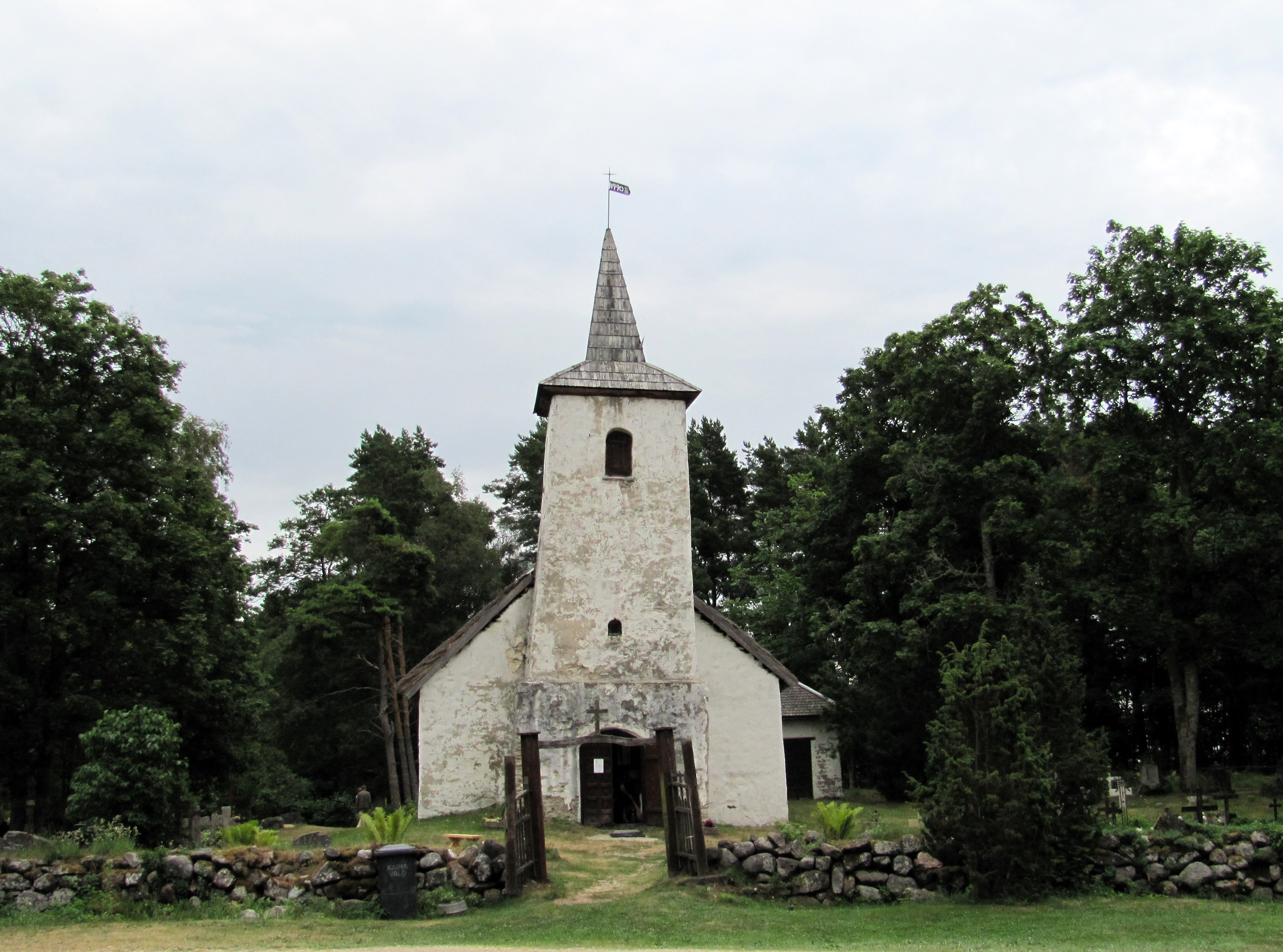
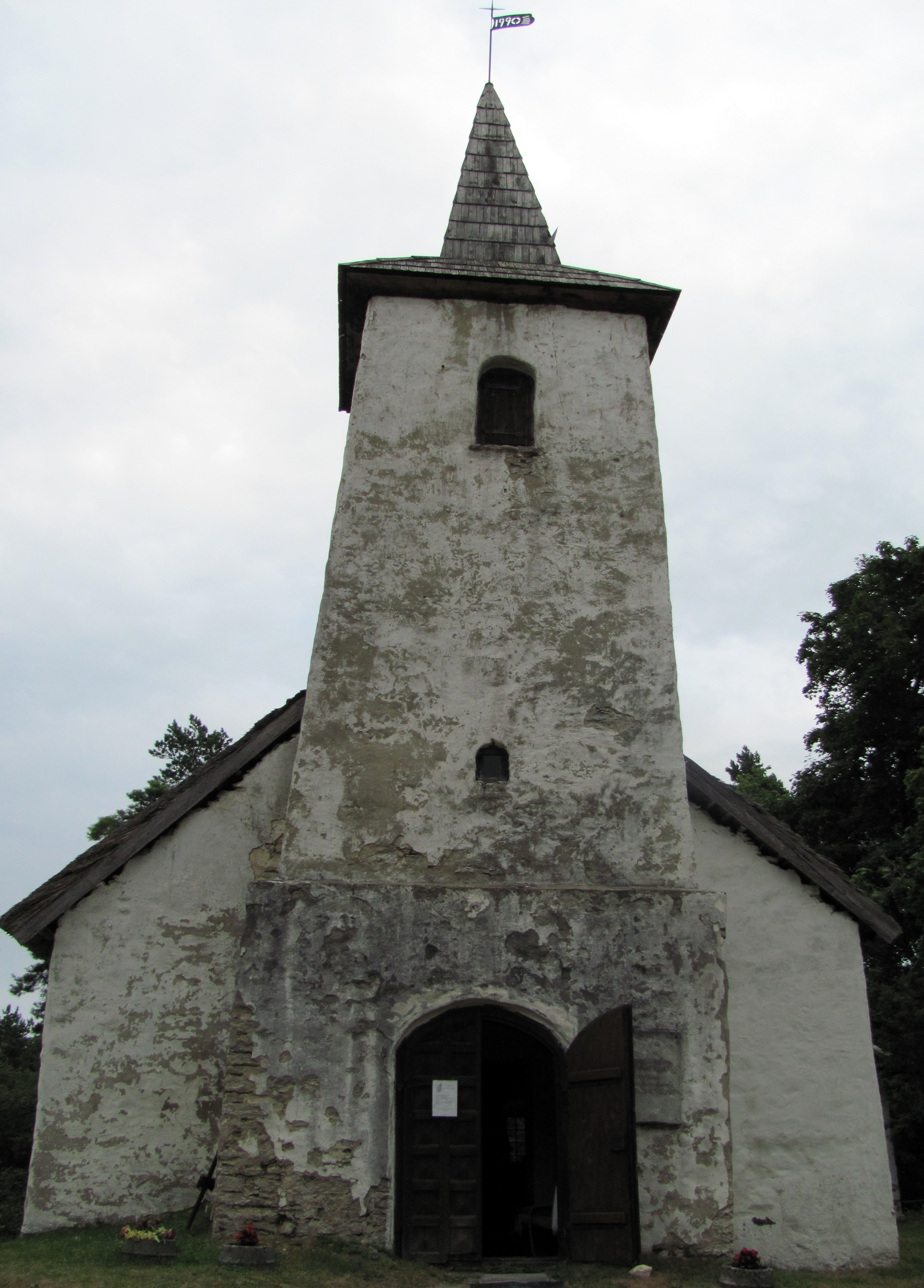
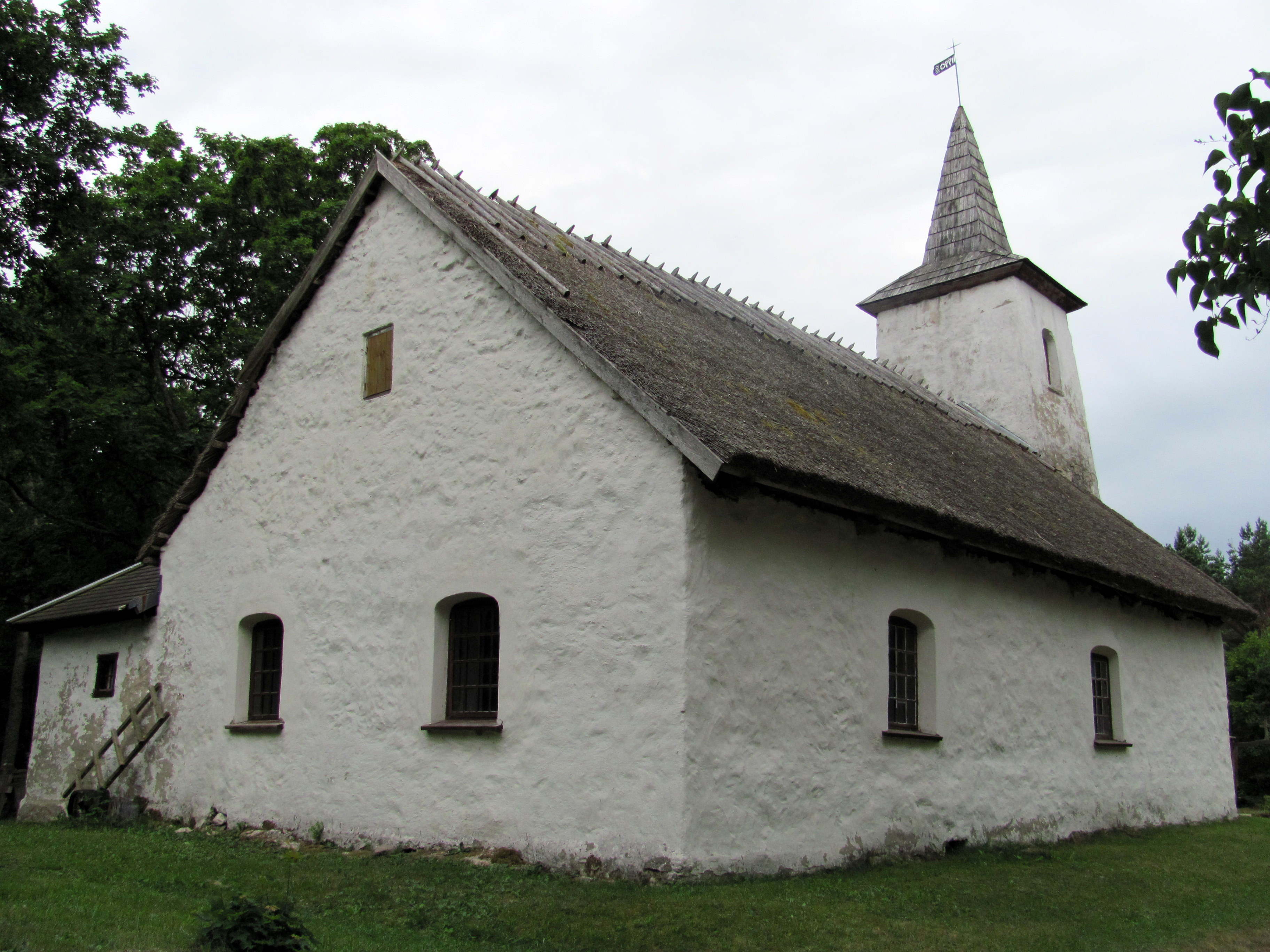
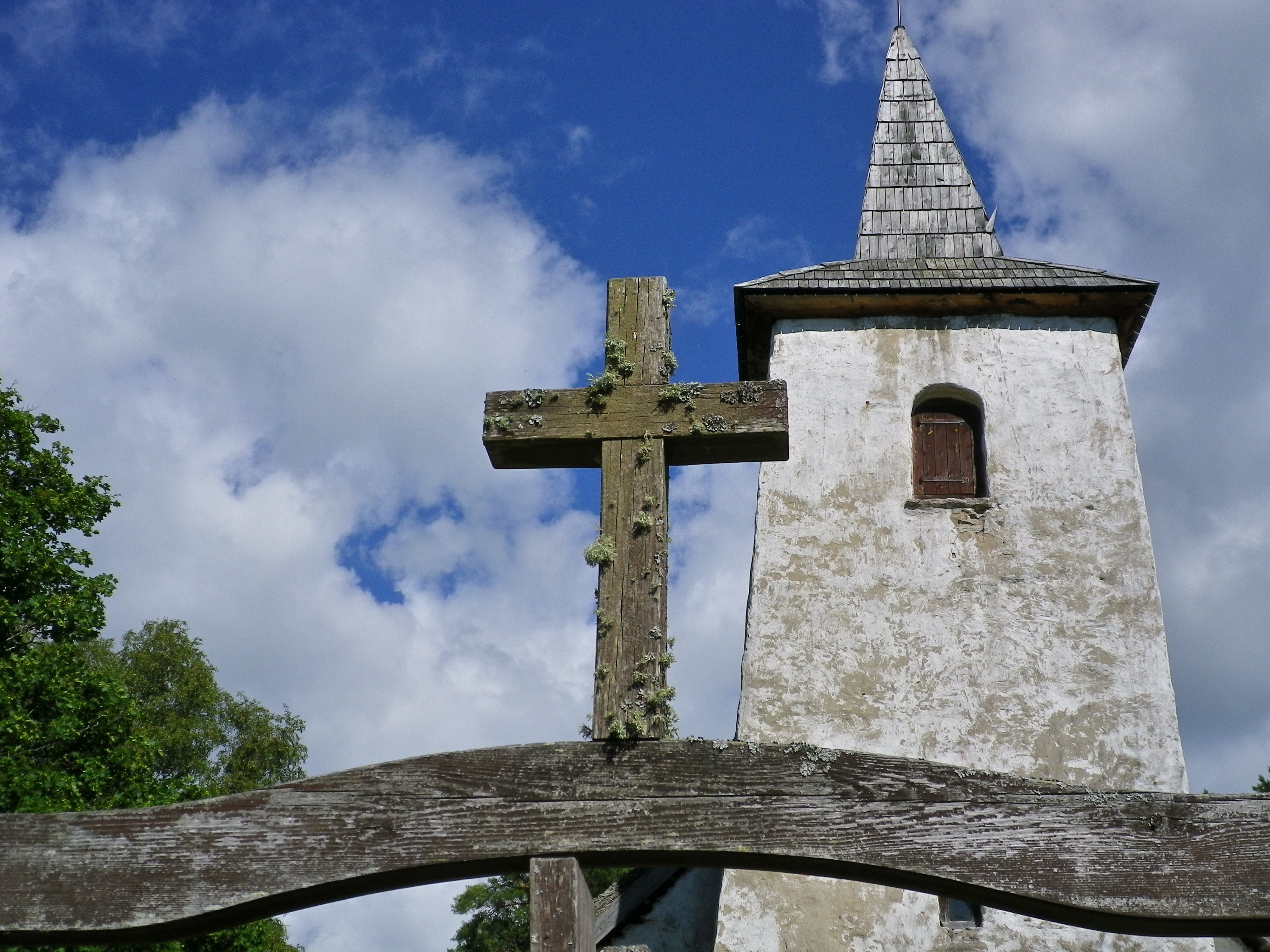